# Csenge
A  Csenge női név  ismeretlen jelentésű régi magyar személynévből származik, de lehet a cseng szó képzett alakja is.

## Rokon nevek
Csengele, Csönge

## Gyakorisága
Az újszülötteknek adott nevek körében az 1990-es években ritka volt. A 2000-es években a 18–21. helyen, a 2010-es években  az 5–23. helyen szerepelt a 100 leggyakrabban adott női név között, a legnépszerűbb 2012-ben volt.
A teljes népességre vonatkozóan a Csenge sem a 2000-es, sem a 2010-es években nem szerepelt a 100 leggyakrabban viselt női név között.

## Névnapok
február 4., július 24.

## Híres Csengék
- Fodor Csenge, kézilabdázó
- Szilágyi Csenge, színésznő
- Orosz Csenge, színésznő
- Suták Csenge, zsoké